# Dealu Mare, Dâmbovița

Dealu Mare (în trecut, Țâța) este un sat în comuna Buciumeni din județul Dâmbovița, Muntenia, România. Prin acest sat trece DN71.